# Restio scaberulus
Restio scaberulus är en gräsväxtart som beskrevs av Nicholas Edward Brown. Restio scaberulus ingår i släktet Restio och familjen Restionaceae. Inga underarter finns listade i Catalogue of Life.